# Fujiwara no Umakai
Fujiwara no Umakai (藤原宇合, , 681 - 737) foi um nobre membro da Corte do período Nara da história do Japão. Fundador do ramo Shikike do Clã Fujiwara. 

## Vida
Foi terceiro filho de Fujiwara no Fuhito. Umakai tinha três irmãos: Fusasaki, Muchimaro e Maro. Os quatro irmãos são conhecidos por terem estabelecido as "quatro casas" dos Fujiwara.

## Carreira
Foi diplomata durante o reinado da Imperatriz Gensho; e  ministro durante o reinado do Imperador Shōmu. Na corte imperial, Umakai era o chefe de protocolo ( Shikibu-kyo ).
Em 716 ( no segundo ano de Reiki), ao lado de Tajihi no Agatamori (多治比縣守), Abe no Yasumaro (阿倍安麻呂) e Ōtomo no Yamamori (大伴山守), Umakai foi nomeado para fazer parte de uma missão diplomática à China dos Tang em 717-718. Kibi no Makibi e o monge budista Genbō também fizeram parte da comitiva.
Em 724 (no primeiro mês do primeiro ano de Jinki) Umakai liderou um exército contra os emishi.
Em 729 (no primeiro ano de Tenpyō) O Imperador Shōmu  deu poderes de  levantar um exército para reprimir uma pretensa revolta liderada pelo Príncipe Nagaya (长屋王, filho do príncipe Takechi) a Umakai, mas com o seppuku de Nagaya, dissipou-se a necessidade da ação militar.
Em 737 (no nono ano de Tenpyō), Umakai morreu aos 43 anos. Uma epidemia de varíola causou a morte de Umakai e seus três irmãos.
Entre os filhos de Umakai os mais conhecidos foram: Hirotsugu e Momokawa.
| Precedido por Ninguém | -- 1º Líder do Shikike Fujiwara (?? - 737) | Sucedido por Fujiwara no Yoshitsugu |
| Precedido por —       | Shikibu-kyo (?? - 737)                     | Sucedido por —                      |